# Thomas Lauth
Pour les articles homonymes, voir Lauth.
Thomas Lauth, né le 27 août 1758 à Strasbourg et mort le 16 septembre 1826 à Bad Bergzabern (Royaume de Bavière), est un médecin et botaniste français, professeur d'anatomie à la Faculté de médecine de Strasbourg, également professeur d'anthropologie au Séminaire protestant de Strasbourg et chanoine de Saint-Thomas.

## Biographie
Il naît dans une famille protestante, fils de Sibille Wachter et de Jean Georges Lauth, médecin-accoucheur et membre du grand sénat de Strasbourg. Enfant précoce (immatriculé à la Faculté de philosophie dès l'âge de quatorze ans), il se voue d'abord à l'étude des langues anciennes. Après une excellente formation en philosophie, en mathématiques et en sciences naturelles, il obtient le titre de docteur en médecine de l'Université de Strasbourg en 1781 en soutenant une thèse sur l'analyse de l'urine. Il présente la même année un mémoire de licence en botanique sur l'érable. Il poursuit sa formation médicale à Paris aux côtés de Pierre-Joseph Desault et de Jean-Louis Baudelocque puis à Londres auprès de John Hunter, à Bruxelles, aux Pays-Bas (Leyde, Utrecht, Cassel) et en Allemagne, fréquentant les universités de Goettingen, Marbourg, Giessen, Francfort, Mayence et Manheim.
En 1782, de retour à Strasbourg, il est nommé adjoint des médecins accoucheurs Rœderer et Ostertag. Après la mort de Jean-Frédéric Lobstein en 1784, il est admis au poste de prosecteur et de démonstrateur d'anatomie puis de professeur ordinaire d'anatomie et de chirurgie en 1785. Médecin en chef de l'hôpital civil de Strasbourg, il refuse alors par patriotisme une chaire d'anatomie de l'Université de Tübingen. En 1794, il est nommé à la chaire d'anatomie et de physiologie de l'École de santé. Cette chaire prendra plus tard le nom d'Anatomie normale et pathologique en 1808 (première chaire d'anatomie pathologique en France) sous la direction de son titulaire: son élève Jean Lobstein. Il sera le maître de Karl Ehrmann, doyen de la Faculté de médecine de Strasbourg entre 1857 et 1867. Sa réputation, son enseignement et ses travaux le mèneront à devenir membre associé non résidant  de l'Académie royale de médecine en 1826, peu après sa création.
« L’examen cadavérique est le moyen, par la confrontation constante entre les symptômes et les lésions d’acquérir une connaissance médicale telle que la médecine puisse directement, à partir des symptômes connaître la cause et le pronostic. » (1804)
« L’anatomo-pathologie ne saurait être qu’une curiosité scientifique, quand elle n’est pas toujours accompagnée de l’observation des symptômes de la maladie. »
Il est le fondateur du premier musée anatomique de la Faculté de médecine de Strasbourg. Il réhabilita la Tour du Schloessel. 
Il est le père de Gustave Lauth (1793-1817) anatomiste et chirurgien, Charles Lauth (1795-1858 ?) avocat puis juge, et Ernest Alexandre Lauth (1803-1837), professeur de physiologie. L'une de ses filles épousera l'archéologue Jean Geoffroy Schweighaeuser.
Il meurt au retour d'un voyage au bord du Rhin le 16 septembre 1826 à Bad Bergzabern dans le Palatinat français, où il est inhumé.

## Œuvres et publications

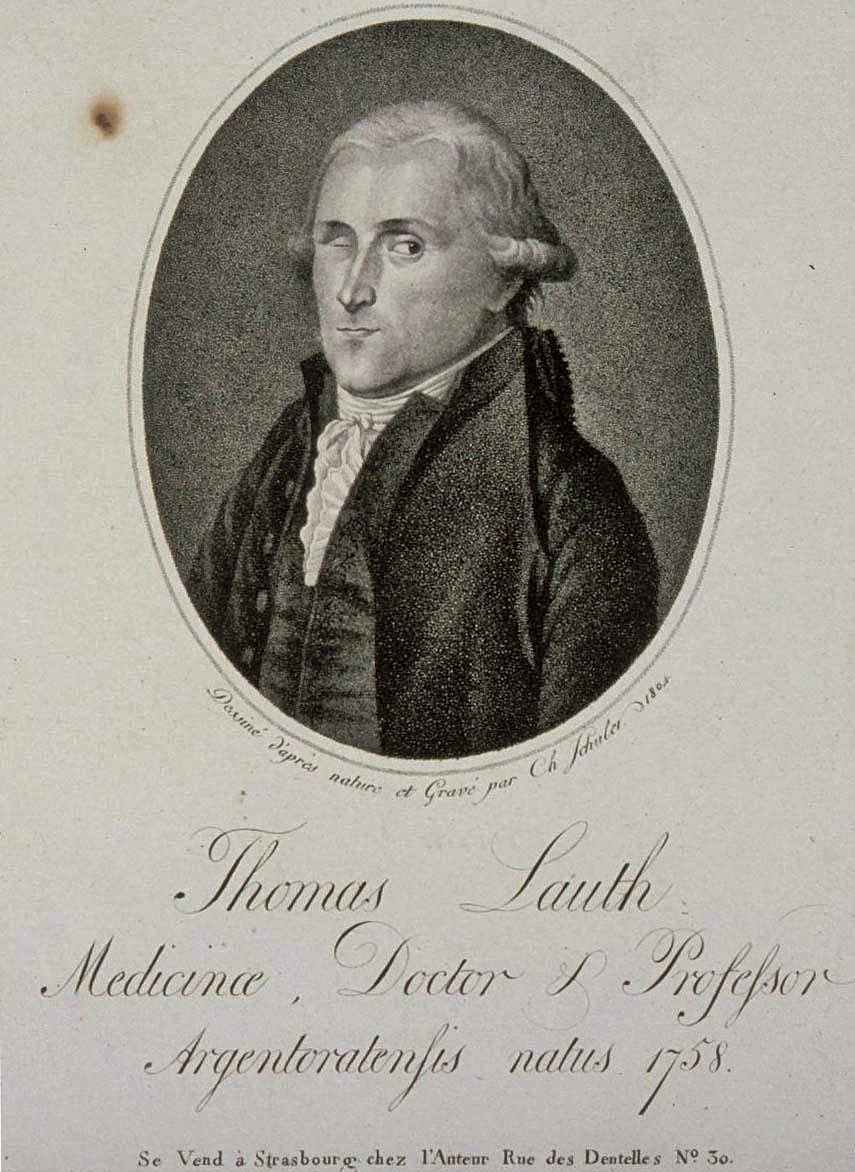
« Thomas Lauth, Medicinae, Doctor et Professor, Argentoratensis natus 1758 », Buste de 3/4 à g., par Charles Schuler, 1804 (Strasbourg) [gravure de 23,4 x 17,4 cm]. Coll. de la Bibliothèque nationale et universitaire de Strasbourg.

- (la)De acere, [dissertatio inauguralis botanica], Joh. Henricus Heitz (Argentorati), 1781, 40 p.

- (la)Dissertation de analysi urinæ et acido phosphoreo, Joh. Henricus Heitz (Argentorati), 1781, [2]-54 p., in-4°.

- (la)Scriptorum Latinorum de aneurysmatibus collectio, Amandi Koenig (Argentorati), 1785, Texte intégral.

- (la)Programma ad orationem inauguralem J.H. Heitz (Argentoratum), 1785, 8 p., Texte intégral.

- (la)Nosologia chirurgica: accedit notitia auctorum recentiorum platnero in usum praelectionum academicarum, A. Koenig (Argentorati), 1788, 141 p.

- Elemens de myologie et de syndesmologie, Deker (Bâle), 1798, 2 vol.:

1. premier volume, Texte intégral.
2. second volume, Texte intégral.

- (de) Vom Witterungs Zustand, dem Scharlachfieber und dem bœsen Hals, Levrault (Strassburg), 1800.

- (la)Vitam Johannis Hermann Levrault(Argentoratum), 1801, 64 p., Texte intégral.

- Mémoires lus à la Société des sciences, agriculture et arts du département du Bas-Rhin,[extraits du premier volume du recueil des mémoires de la Société imprimé en 1811], in-8° , 72 p., lire en ligne sur Gallica.

- Mémoire sur les Frères Lambert, vulgairement nommés hommes porc-épics, 1811.

- Mémoire sur l'usage interne du phosphore, 1811.

- Essai sur les moyens de diminuer la consommation du quinquina, 1811.

- Considérations sur les caractères qui distinguent les animaux des végétaux, 1811.

- Histoire de l'anatomie, Levrault (Strasbourg), 1815, tome premier Texte intégral et Texte en ligne.

- De l'esprit de l'instruction publique, Levrault (Strasbourg), 1816, 156 p., Texte intégral.

- Mémoire sur trois points relatifs à la vision, Paris] : [s. n.], [1823].

Traduction
- (de) Francis Balfour: Über den Einfluß des Mondes auf die Fieber, [traduit de l'anglais], Straßburg, 1786, Texte intégral.

## Titres et distinctions
- 27 septembre 1781: docteur en médecine.

- 2 mai 1821:   chevalier de la Légion d'honneur[5].

- 23 octobre 1826: membre associé non résidant[6] de l'Académie de médecine.

## Éponymie
- canal de Lauthà vérifier
- ligament de Lauthà vérifier